# 桑德霍卡爾瓦內冰原島峰
桑德霍卡爾瓦內冰原島峰（英語：Sandhøkalvane Nunataks）是南極洲的冰原島峰，位於毛德皇后地的阿斯特里德公主海岸，處於桑德赫高地東北面7公里，處於康拉德山脈和達爾曼山之間，由德國探險隊發現和拍攝照片，現時由南極條約體系管理。
71°46′S 9°55′E / 71.767°S 9.917°E